# Indigofera parodiana
Indigofera parodiana är en ärtväxtart som beskrevs av Arturo Erhardo Erardo Burkart. Indigofera parodiana ingår i släktet indigosläktet, och familjen ärtväxter. Inga underarter finns listade i Catalogue of Life.